# Break a Broken Heart
A Break a Broken Heart (magyarul: Összetörni egy megtört szívet) az ausztrál Andrew Lambrou dala, mellyel Ciprust képviselte a 2023-as Eurovíziós Dalfesztiválon Liverpoolban. A dal belső kiválasztás során nyerte el a dalversenyen való indulás jogát.

## Eurovíziós Dalfesztivál
2022. október 17-én a Ciprusi Műsorszolgáltató Társaság műsorszolgáltató bejelentette, hogy az énekes képviseli Ciprust a következő Eurovíziós Dalfesztiválon. Versenydalát és a hozzá készített videóklipet 2023. március 2-án mutatták be.
A dalt először a május 11-én rendezett második elődöntőben fellépési sorrendben hatodikként adta elő a Belgiumot képviselő Gustaph Because of You című dala után és az Izlandot képviselő Diljá Power című dala előtt. Az elődöntőből hetedikként továbbjutott a május 13-i döntőbe, ahol fellépési sorrendben hetedikként lépett fel, a Franciaországot képviselő La Zarra Évidemment című dala után és a Spanyolországot képviselő Blanca Paloma Eaea című dala előtt. A zsűri szavazáson a tizenharmadik helyen végzett 68 ponttal, míg a nézői szavazáson a tizenegyedik helyen végzett 58 ponttal (Görögországtól maximális pontot kapott), így összesítésben 126 ponttal a verseny tizenkettedik helyezettje lett.
A következő ciprusi induló Silia Kapsis Liar című dala volt a 2024-es Eurovíziós Dalfesztiválon.

### Kapott pontok
Második elődöntő
| Szavazat | Össz | Szavazó országok | Szavazó országok | Szavazó országok | Szavazó országok | Szavazó országok | Szavazó országok | Szavazó országok | Szavazó országok | Szavazó országok | Szavazó országok | Szavazó országok | Szavazó országok | Szavazó országok | Szavazó országok | Szavazó országok | Szavazó országok   | Szavazó országok | Szavazó országok | Szavazó országok    |
| Szavazat | Össz | Dánia            | Örményország     | Románia          | Észtország       | Belgium          | Izland           | Görögország      | Lengyelország    | Szlovénia        | Grúzia           | San Marino       | Ausztria         | Albánia          | Litvánia         | Ausztrália       | Egyesült Királyság | Spanyolország    | Ukrajna          | A Világ többi része |
| -------- | ---- | ---------------- | ---------------- | ---------------- | ---------------- | ---------------- | ---------------- | ---------------- | ---------------- | ---------------- | ---------------- | ---------------- | ---------------- | ---------------- | ---------------- | ---------------- | ------------------ | ---------------- | ---------------- | ------------------- |
| Nézők    | 94   | 4                | 10               | 4                | 5                | 4                | 5                | 12               | 7                | 4                | 5                | 1                | 2                | 6                | 4                | 10               | 4                  | 3                | 4                |                     |

Döntő
| Zsűri | 68 |  |  | 6 |  | 5 | 4 |  |   |   | 2 |  | 1 |  |  |  |  |  | 5 | 10 | 6 |  |  | 7 |  | 3 | 5 |  | 1 | 1 | 3 |  |  | 4  | 4 | 1 |  |  |
| Nézők | 58 |  |  |   |  |   | 3 |  | 5 | 6 |   |  |   |  |  |  |  |  | 8 | 4  | 1 |  |  | 2 |  | 8 | 2 |  |   |   |   |  |  | 12 | 7 |   |  |  |

## A dal háttere
A dal egyik szerzője a svéd Jimmy "Joker" Thörnfeldt, aki a 2021-es Eurovíziós Dalfesztiválon a ciprusi, a San Marinó-i és a svéd dalt is jegyezte többedmagával. A dal egy ballada, mely azokról a kapcsolatokról a szól, amelyek összetört szívvel végződnek, de a végén nagyon is arra késztetnek, hogy újra feltámadjunk a hamvainkból, még erősebben, mint valaha.

## Dalszöveg
| You lift me up and leave me in the gutter Tear me up and move on to another I’m torn apart but I am a survivor You can’t, you can’t break a broken heart No-o-o You can’t break a broken heart No-o-o – A dal refrénje | Felemelsz és az árok partján hagysz Törj szét engem és találj valaki mást Szét vagyok tépve, de egy túlélő vagyok Nem, nem tudsz összetörni egy megtört szívet Ne-e-em Nem tudsz összetörni egy megtört szívet Ne-e-em – A dal refrénje magyarul |

## Galéria

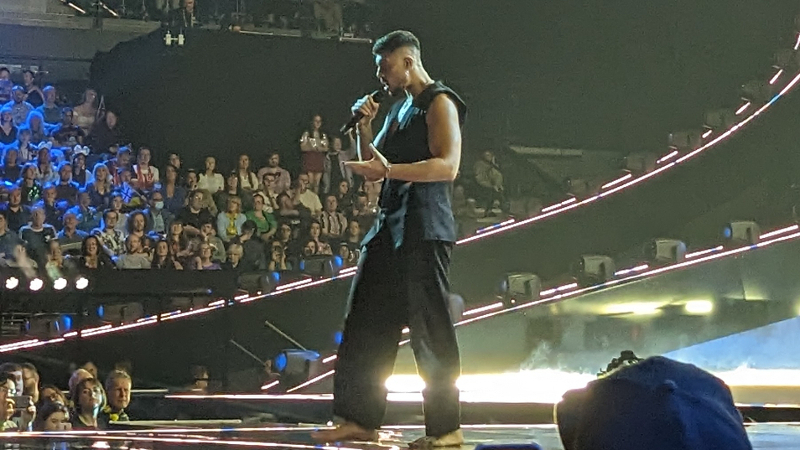
Az elődöntőben
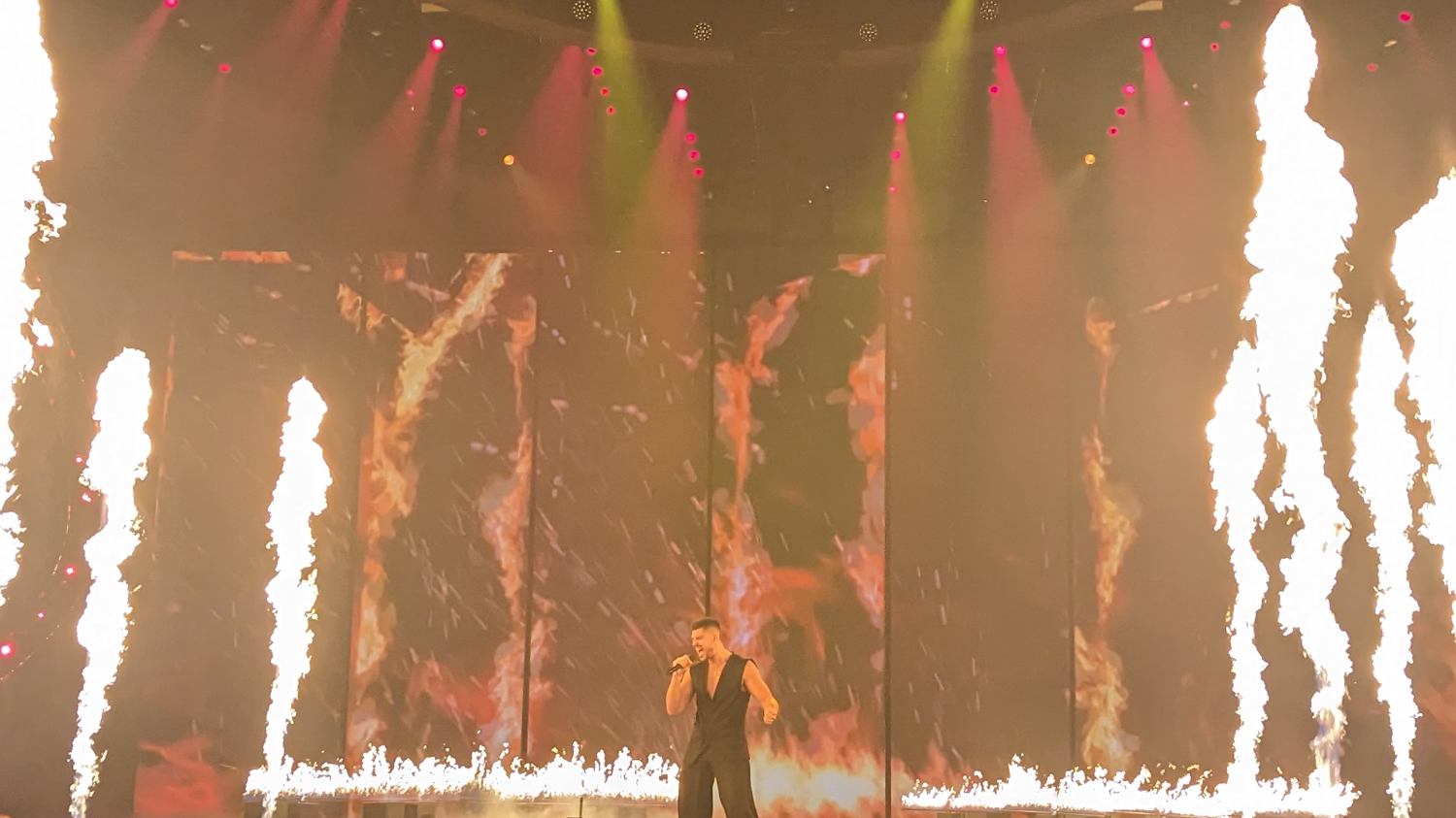
A döntőben